# گره (یکای طول)
گره یک یکای طول و برابر با ربع چارک ذرع است؛ یعنی چهار گره یک چارک است و با توجه به این که هر چارک یک‌چهارم ذرع است؛ هر گره یک‌شانزدهم ذرع و برابر با شش و نیم سانتی‌متر است. هر متر معادل با پانزده گره و چهار عشر می‌شود.
گره یکای طول را نباید با گره دریایی که یکای سرعت است اشتباه گرفت. گره دریایی یک واحد بین‌المللی است که معمولاً در ناوبری کاربرد دارد و برابر با ۱۸۵۲ متر در ساعت است.